# Rainer Storck
Rainer Storck (* 24. Januar 1958 in Kamp-Lintfort) ist ein deutscher Geistlicher der Neuapostolischen Kirche. Er war vom 23. Februar 2014 bis 23. Juni 2024 als Bezirksapostel tätig und leitete als solcher zunächst die Neuapostolische Kirche Nordrhein-Westfalen und ab 2018 die neu gebildete Neuapostolische Kirche Westdeutschland. Damit war er als Bezirksapostel für die neuapostolischen Gläubigen in Nordrhein-Westfalen, Rheinland-Pfalz, Hessen, dem Saarland und weiteren rund 40 Ländern rund um den Globus verantwortlich.

## Leben
Der heute in Rheinberg ansässige Rainer Storck war bis zu seinem Eintritt in den hauptamtlichen Dienst der Kirche im Januar 2013 als Diplom-Ingenieur tätig und leitete das familieneigene Bauunternehmen.
Seit 1991 ist er verheiratet. Das Paar hat vier Kinder.

## Ämter und Aufgaben in der Neuapostolischen Kirche
- Unterdiakon für die Gemeinde Rheinberg (24. April 1984)
- Priester für die Gemeinde Rheinberg (28. Oktober 1987)
- Beauftragung als Vorsteher für die Gemeinde Issum (11. August 1991)
- Hirte für die Gemeinde Issum (9. Juli 1997)
- Bezirksevangelist für den Bezirk Duisburg-Rheinhausen (3. September 2000)
- Bezirksältester für den Bezirk Krefeld (9. September 2001)
- Bischof für die Bezirke Essen, Düsseldorf und Krefeld (2. Dezember 2007)
- Apostel für die Bezirke im westlichen Nordrhein-Westfalen (12. April 2009)
- Beauftragung als Bezirksapostelhelfer (7. Oktober 2012)
- Bezirksapostel für Nordrhein-Westfalen (23. Februar 2014)
- Beauftragung als Bezirksapostel für Westdeutschland (25. Februar 2018)
- Ruhesetzung (23. Juni 2024)

## Betreute Länder
- Afghanistan
- Ägypten
- Albanien
- Algerien
- Angola
- Armenien
- Aserbaidschan
- Belgien
- Burkina Faso
- Deutschland (Hessen, Nordrhein-Westfalen, Rheinland-Pfalz, Saarland)
- Frankreich
- Französisch-Guayana (mit Guadeloupe und Martinique)
- Gambia
- Georgien
- Griechenland
- Guinea-Bissau
- Irak
- Iran
- Jordanien
- Kap Verde
- Kosovo
- Lettland
- Libanon
- Litauen
- Luxemburg
- Mali
- Malta
- Marokko
- Mauretanien
- Monaco
- Neukaledonien
- Niederlande
- Niederländische Antillen (Aruba, Bonaire, Curaçao)
- Niger
- Osttimor
- Portugal
- São Tomé e Príncipe
- Senegal
- Suriname
- Syrien
- Tahiti
- Tunesien
- Türkei
- Zypern